# Tambaksumur
Tambaksumur is een bestuurslaag in het regentschap Karawang van de provincie West-Java, Indonesië. Tambaksumur telt 6363 inwoners (volkstelling 2010).